# Гаррі Фрай (веслувальник)
Гаррі Фрай (англ. Harry Fry, 13 вересня 1905 — 1985) — канадський академічний веслувальник.
Бронзовий призер Олімпійських Ігор 1932 року в складі вісімки.
Бронзовий призер Ігор Співдружності 1930 року в складі вісімки.